# Cataglyphis lucasi
Cataglyphis lucasi är en myrart som först beskrevs av Carlo Emery 1898.  Cataglyphis lucasi ingår i släktet Cataglyphis och familjen myror. Inga underarter finns listade.